# Robert Griffin III
Robert Lee Griffin III, poreclit RG3 (n. 12 februarie 1990, Okinawa, Japonia) este un jucător american de fotbal american.
1. ↑  Robert Griffin III, banca de date a Asociației Internaționale a Federațiilor de Atletism[*]